# Atticus Shaffer
Pour les articles homonymes, voir Shaffer.
Atticus Shaffer, né le 19 juin 1998 à Santa Clarita, aux États-Unis, est un acteur américain. Il est révélé, en 2009, pour son rôle de Brick Heck dans la série télévisée The Middle, le dernier fils qui adore les livres.

## Biographie
Né le 19 juin 1998 à Santa Clarita en Californie, Atticus Shaffer vit avec ses parents Debbie et Ron Shaffer à Acton (Californie), où il suit l'instruction à domicile. Il est atteint d'une ostéogenèse imparfaite du type 4, héritée de sa mère ayant celle du type 1.

## Carrière
Atticus Shaffer commence sa carrière professionnelle en 2006 dans l'épisode La Classe au rodéo (The Class Rides a Bull) de la série La Classe (The Class). Il se fait ensuite connaître du public en interprétant le rôle de Brick, le benjamin surdoué dans The Middle,.

## Filmographie

### Film
| Année | Titre                | Rôle               | Notes    |
| ----- | -------------------- | ------------------ | -------- |
| 2008  | Leaving Barstow      | Garçon dans le bus |          |
| 2008  | Hancock              | Un jeune enfant    |          |
| 2008  | An American Carol    | Timm / Atticus     |          |
| 2009  | Unborn               | Matty Newton       |          |
| 2009  | Super Kids           | Jeune détective    |          |
| 2009  | Subject: I Love You  | Tommy              | Voix     |
| 2010  | Shutter Island       | Prisonnier         | Voix     |
| 2012  | Frankenweenie        | Edgar              | Voix     |
| 2018  | Mon Père Noël et Moi | Archie             | Téléfilm |

### Télévision
| Année           | Titre                                 | Rôle                      | Notes                                      |
| --------------- | ------------------------------------- | ------------------------- | ------------------------------------------ |
| 2007            | La Classe                             | Jonah                     | Épisode: "The Class Rides a Bull"          |
| 2007            | Des jours et des vies                 | Irish boy                 | Épisode #1.10632                           |
| 2007            | Human Giant                           | Wade                      | Épisode: "Mind Explosion"                  |
| 2008            | Carpoolers                            | Boy                       | Épisode: "Take Your Daughter to Work Day"  |
| 2008            | Jimmy délire                          | Aaron                     | Épisode: "Bad Fad"                         |
| 2009            | Earl                                  | Space camper              | Épisode: "Chaz Dalton's Space Academy"     |
| 2009–2018       | The Middle                            | Brick Heck                | Personnage principal, 215 épisodes         |
| 2010–2014       | Ça bulle !                            | Albert Glass              | Voix, 29 épisodes                          |
| 2011            | I'm in the Band : Ma vie de rocker    | Eddie Nova, Jr.           | Épisode: "Camp Weasel Rock"                |
| 2011            | Les Pingouins de Madagascar           | Vesuvius Twins            |                                            |
| 2011            | Shake It Up                           | Zane                      | Épisode "Beam It Up"                       |
| 2011            | ThunderCats                           | Emrich jeune              | Épisode: "Song of the Petalars"            |
| 2013-2016, 2018 | Steven Universe                       | Peedee Fryman             | Voix, 10 épisodes                          |
| 2016-2019       | La Garde du Roi lion                  | Ono                       | Voix, 74 épisodes                          |
| 2017-2019       | Star Butterfly                        | Dennis                    | Voix, 3 épisodes                           |
| 2018-2019       | Harvey Girls Forever!                 | Melvin                    | Voix, 18 épisodes                          |
| 2018            | En route : Les Aventures de Tif et Oh | Fox                       | Voix, 1 épisode                            |
| 2020            | Mes premières fois                    | Représentant de la Russie | Épisode: "Déclencher une guerre nucléaire" |